# Petrovski (Stàvropol)
|  | Per a altres significats, vegeu «Petrovski». |

Petrovski (en rus: Петровский) és un poble (un khútor) del krai de Stàvropol, a Rússia, que en el cens del 2010 tenia 120 habitants. Pertany al districte rural de Zelenokumsk.